# Jüdischer Friedhof Zelem

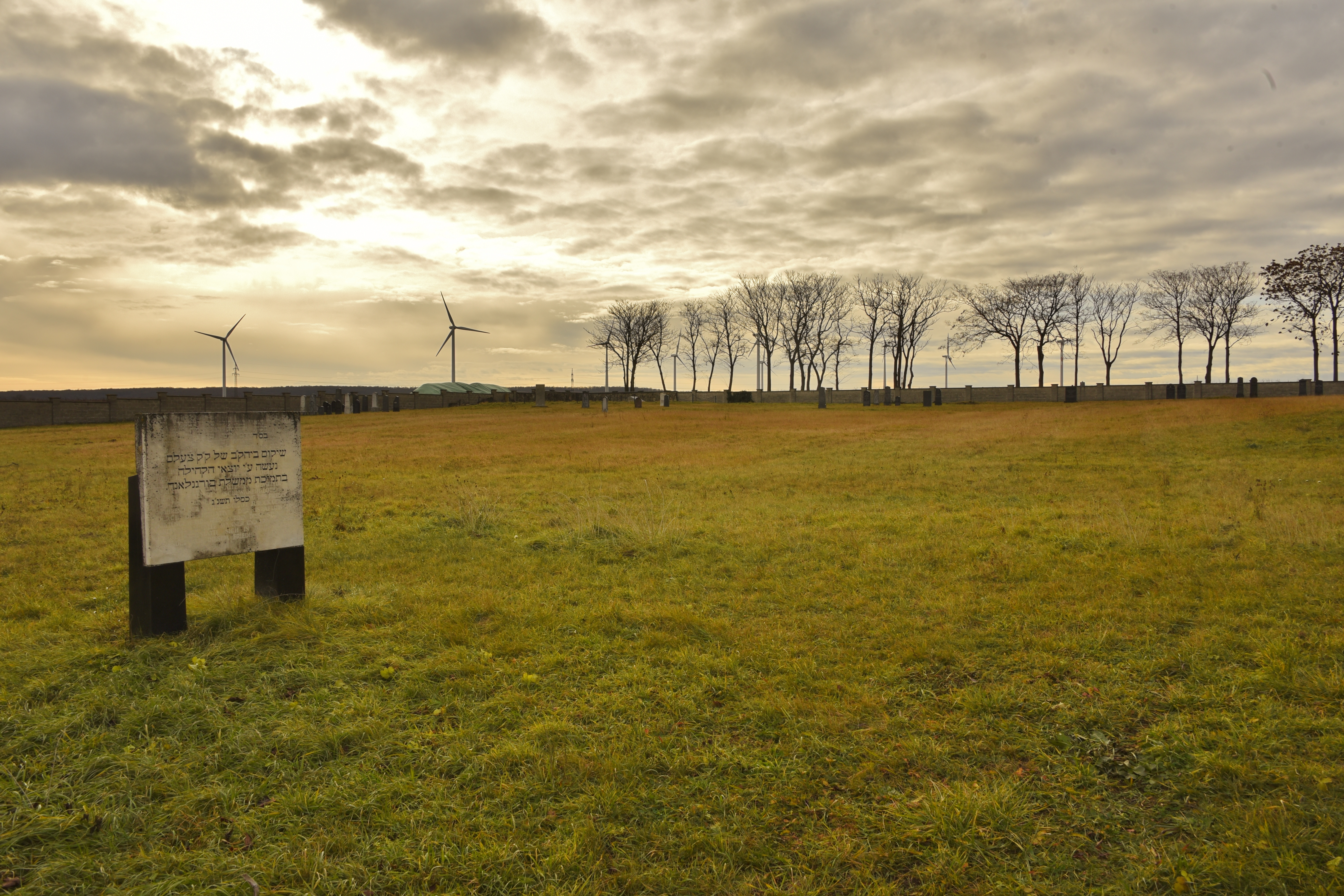
Jüdischer Friedhof in Zelem

Der Jüdische Friedhof Zelem befindet sich in der Marktgemeinde Deutschkreutz im Bezirk Oberpullendorf im Burgenland. Der Jüdische Friedhof steht unter Denkmalschutz.

## Geschichte
Deutschkreutz wurde von Juden Zelem (auch Zehlem) genannt, da der Ortsname den Begriff Kreuz enthält – einen Begriff, der in der Empfindung von Juden für die brutale Unterdrückung im Römischen Reich und für die blutigen Kreuzzüge der Römisch-katholischen Kirche steht und den gläubige Talmudanhänger nicht aussprechen durften. Zelem war einst die größte jüdische Gemeinde des Burgenlandes und zählte ab 1676 zu den Siebengemeinden unter dem Schutz des Hauses Esterházy.
Der Friedhof wurde 1759 am südwestlichen Ortsrand in der Nähe des kommunalen Friedhofs angelegt. Der jüdische Friedhof diente von den 1840er Jahren bis 1938 auch den umliegenden jüdischen Gemeinden als Begräbnisstätte.

### Zeit des Nationalsozialismus
Im Februar 1941 wurden alle vorhandenen Grabsteine entfernt und kurz vor Kriegsende teilweise zur Errichtung von Straßensperren benutzt. Nur etwa 40 Grabsteine überstanden die Zeit des Nationalsozialismus unzerstört. Sie wurden vom Wiener Zentralfriedhof Anfang der 1990er Jahre wieder nach Deutschkreutz überführt.
Auf dem Friedhof befindet sich auch ein Massengrab von circa 265 ungarischen Juden, die von den Nationalsozialisten ermordet wurden.

### 21. Jahrhundert
Im Jahr 1991 wurde der Friedhof mit Mitteln der burgenländischen Landesregierung und des Weltvereins der burgenländischen Juden renoviert. Zwischen 2011 und 2016 wurden vom Fonds zur Instandsetzung der jüdischen Friedhöfe in Österreich die Mauern erneuert, Grabsteine instand gesetzt und der Gräberbestand erfasst.

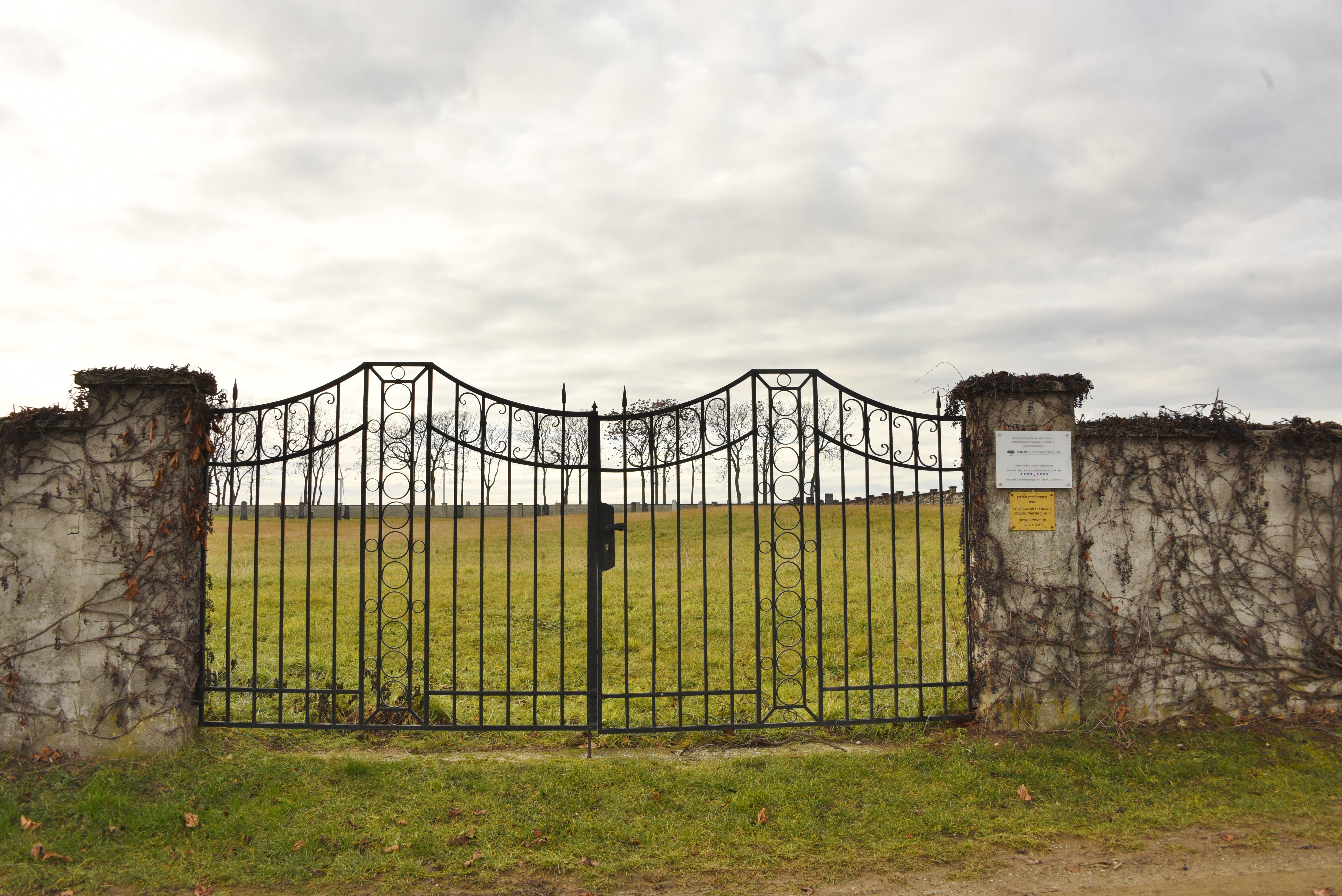
Eingangstor
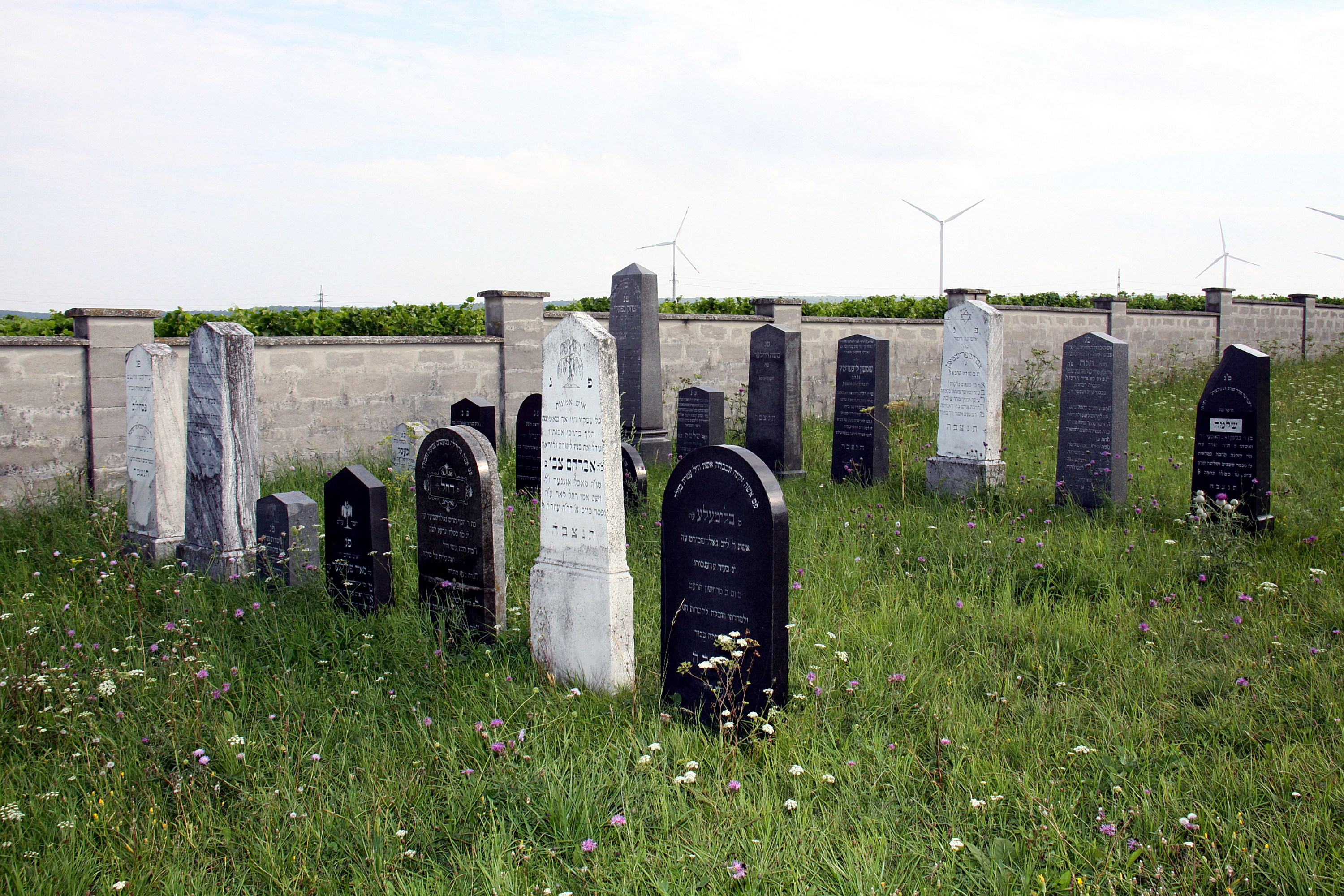
Zurückgestellte Grabsteine
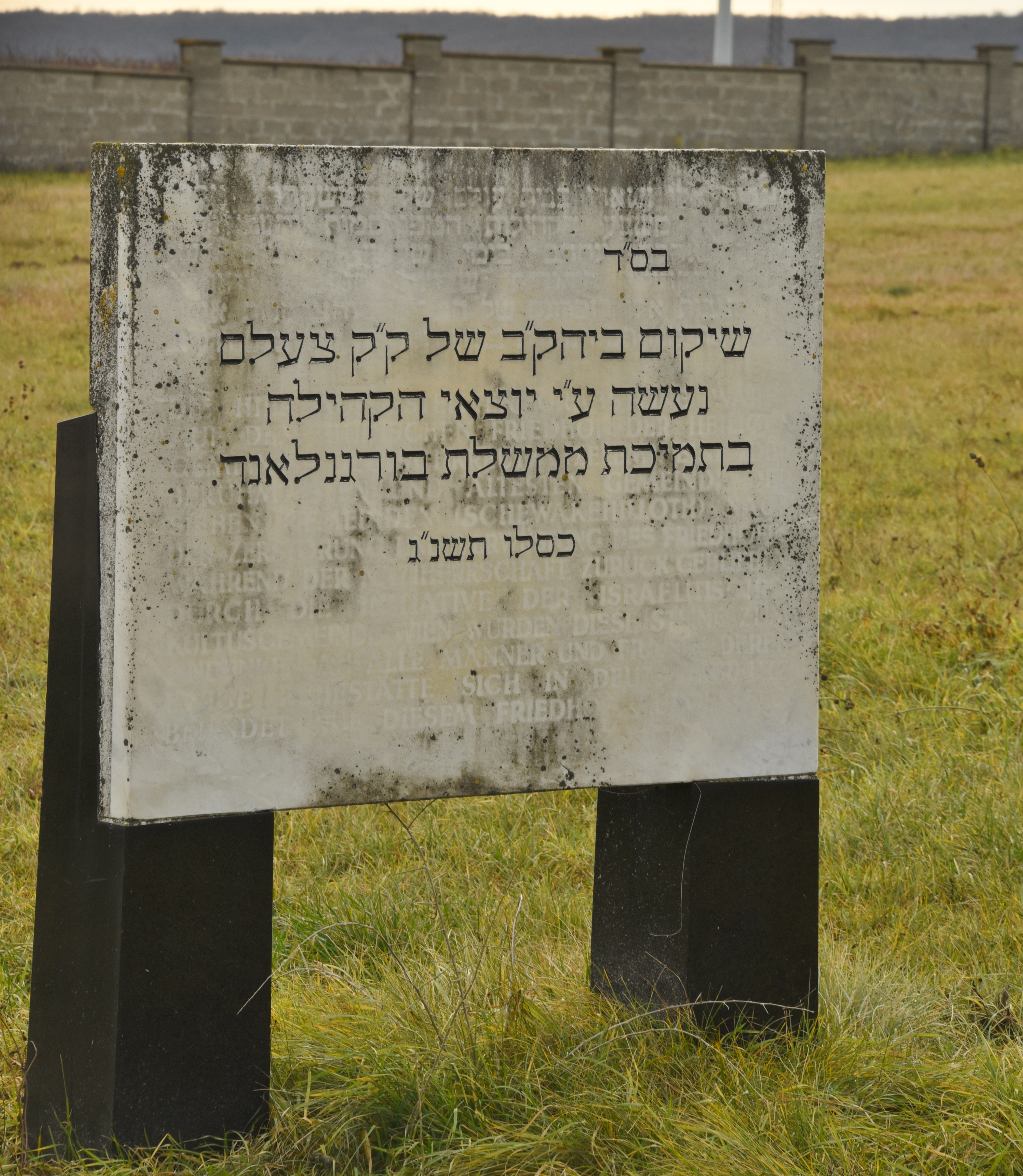
Gedenktafel
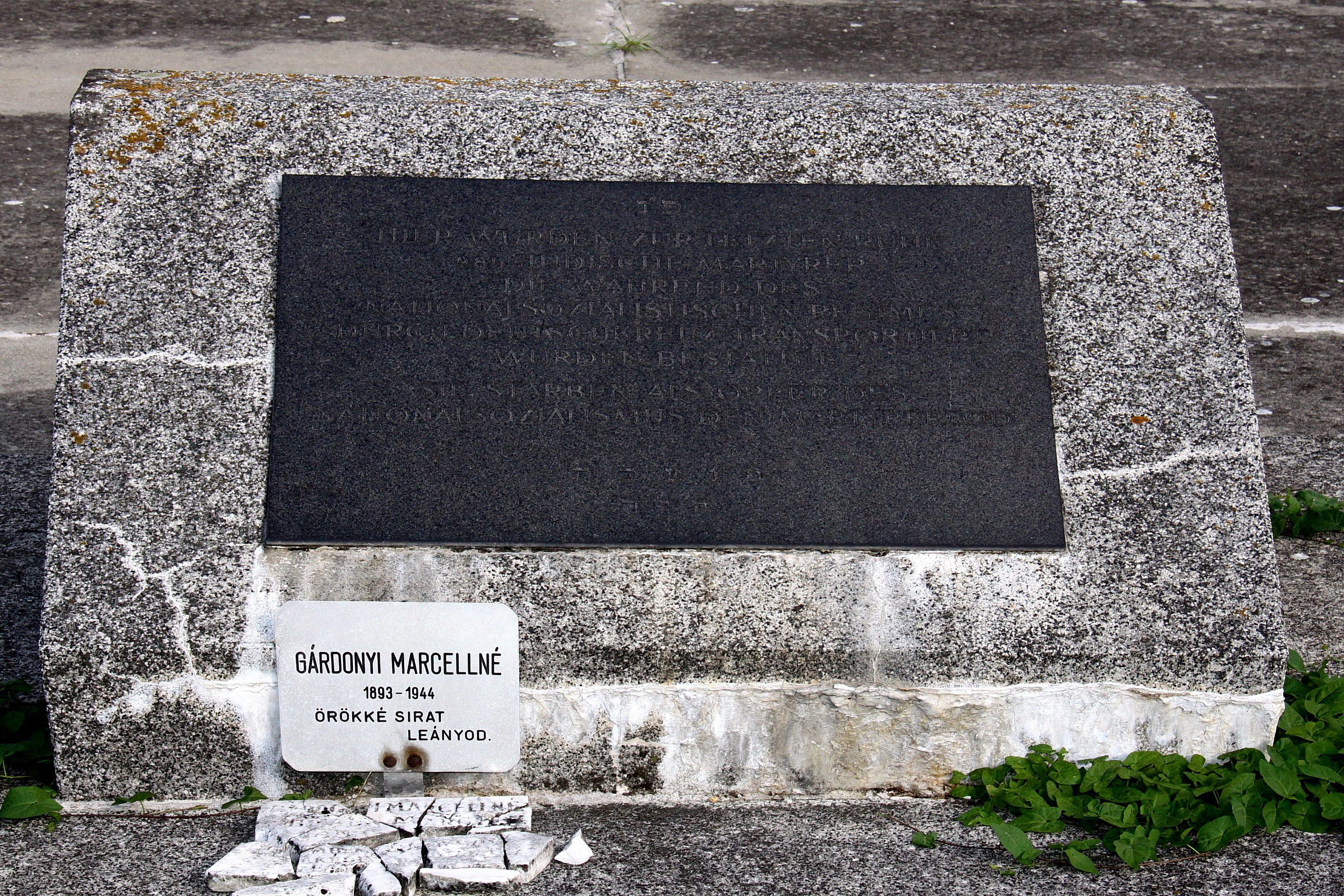
Gedenkstein
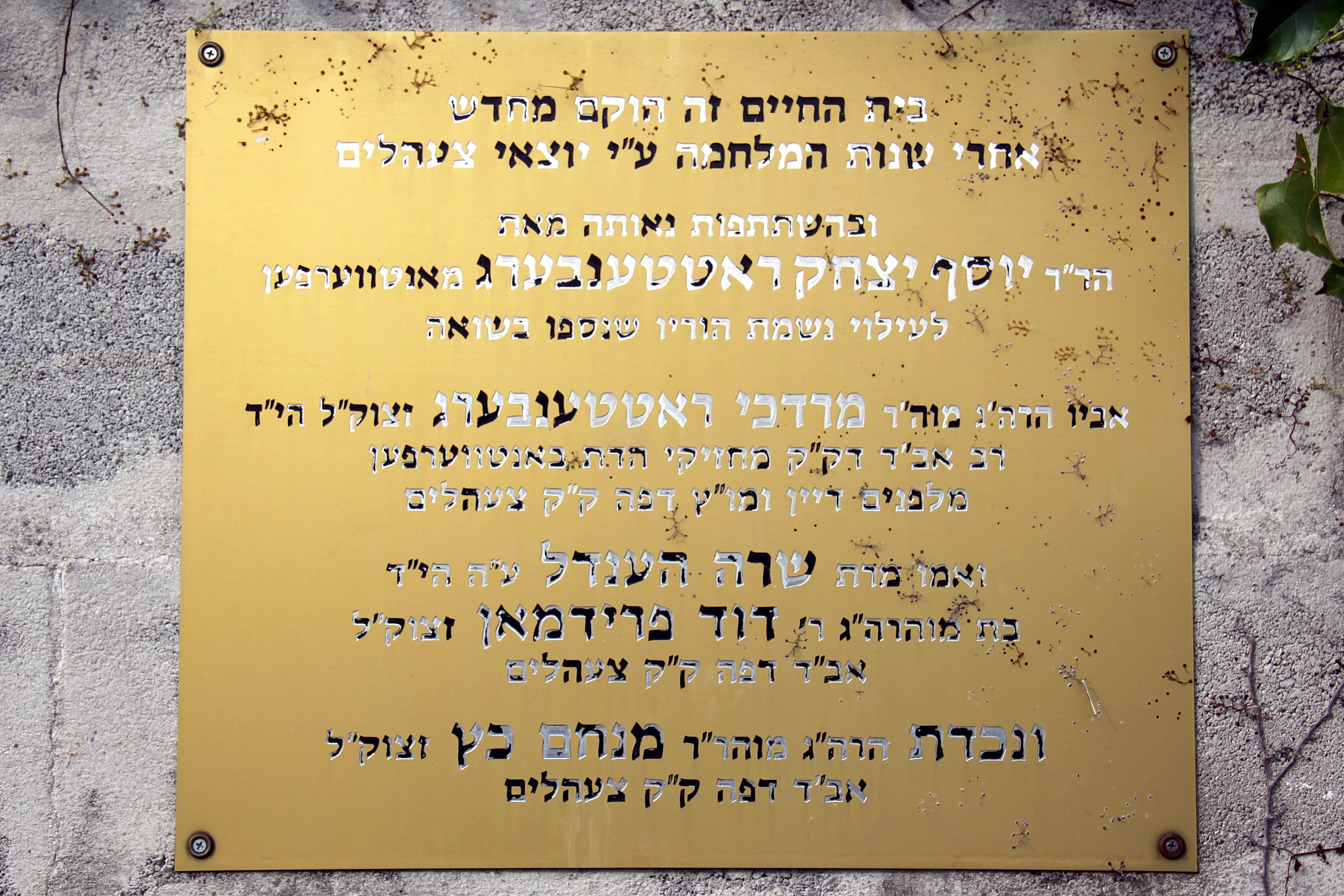
Beschriftung an der Einfriedung